# Аврази, Гако

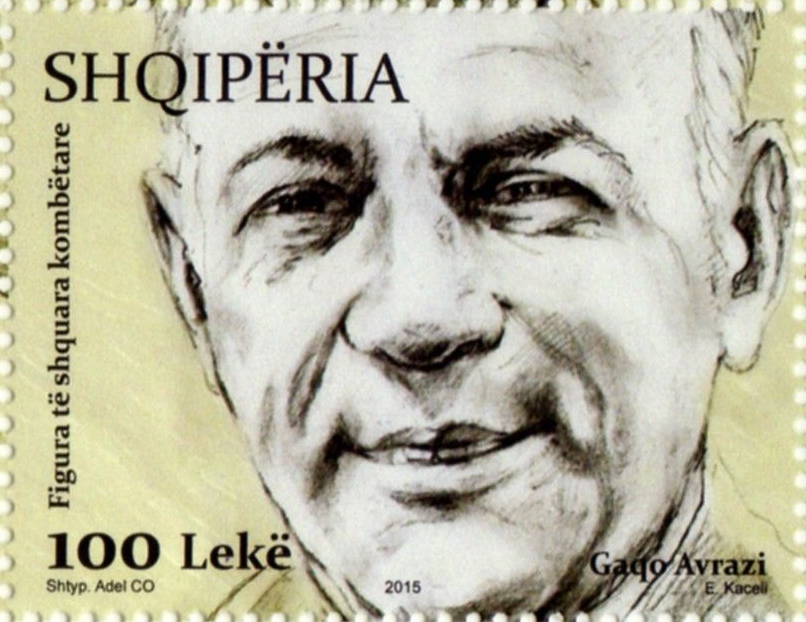
Почтовая марка Албании, 2015 г.

Га́кё Авра́зи (алб. Gaqo Avrazi; 16 марта 1915, Корча, Княжество Албания — 18 ноября 1985, Тирана, Народная Социалистическая Республика Албания) — албанский дирижёр, композитор и аранжировщик. Крупный организатор и администратор социалистической Албании с 1940-х по 1960-е годы. Народный художник (артист) Албании.

## Биография
Получил музыкальное образование в хоровых и театральных группах, действующих в Корче в конце 1920-х-начале 1930-х годов. Талантливый и не по годам развитый юноша был назначен в начале 1930-х годов помощником музыкального руководителя ансамбля Rinia Korçare в Корче. Во время Второй мировой войны организовывал музыкальные представления в поддержку антифашистского движения на юге Албании, начиная с 1943 года популяризировал партизанские и патриотические песни, ставил короткие театральные постановки для партизан-коммунистов. В 1944 году организовал Армейский хор (Kori i Ushtrisë), позже хор Народной армии Албании (Ansambli Artistik i Ushtrisë Popullore) (впоследствии — Художественный ансамбль Народной армии), которым долгие годы руководил. Хор Народной армии Албании был создан по образцу больших хоровых и инструментальных ансамблей Советской Красной Армии.
Эти коллективы в конце 1940-х — начале 1950-х годов выполняли важную функцию, обучая первое поколение музыкантов в социалистической Албании. Многие молодые люди, которые стали впоследствии видными представителями албанской музыки.
Помимо дирижёрской деятельности, Гакё Аврази также аранжировал народные песни и сочинил ряд кантат, вокальных сюит и других хоровых произведений. Будучи плодовитым композитором, он создал ряд партизанских песен, а также популярные танго, вальсы и фокстроты в 1950—1960-х годах.

## Память
- Именем композитора назван один из проспектов в городе Корча.